# Ansamblul conacului Daniel din Rapoltu Mare

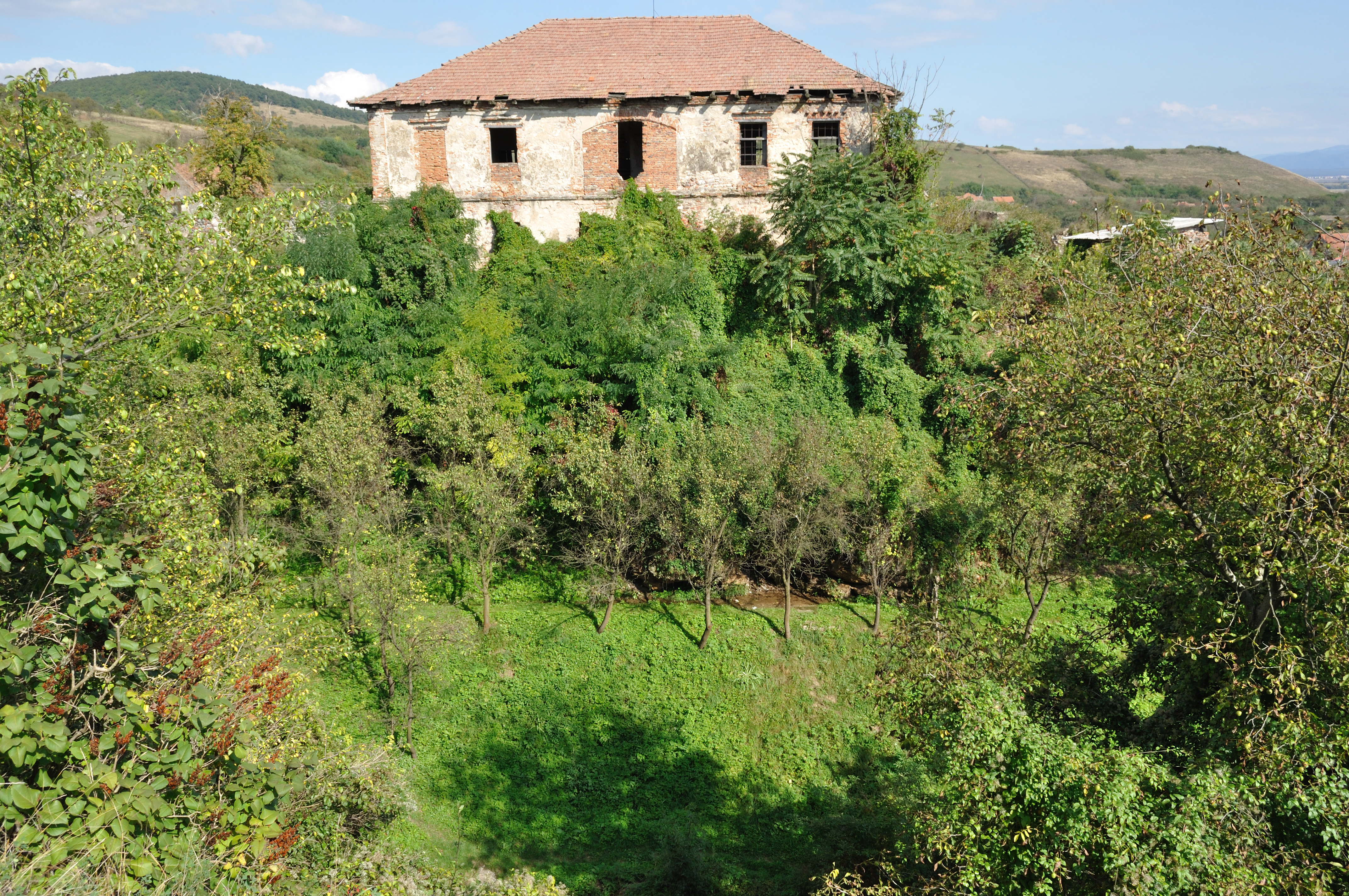
Conacul Daniel din Rapoltu Mare, județul Hunedoara, foto: septembrie 2010.

Conacul Daniel din Rapoltu Mare, județul Hunedoara, a fost construit în secolul al XVIII-lea. Ansamblul conacului Daniel format din clădirea principală, capela, moara, pivnița și zidul de incintă este monument istoric, cod LMI HD-II-m-B-03422.

## Galerie de imagini

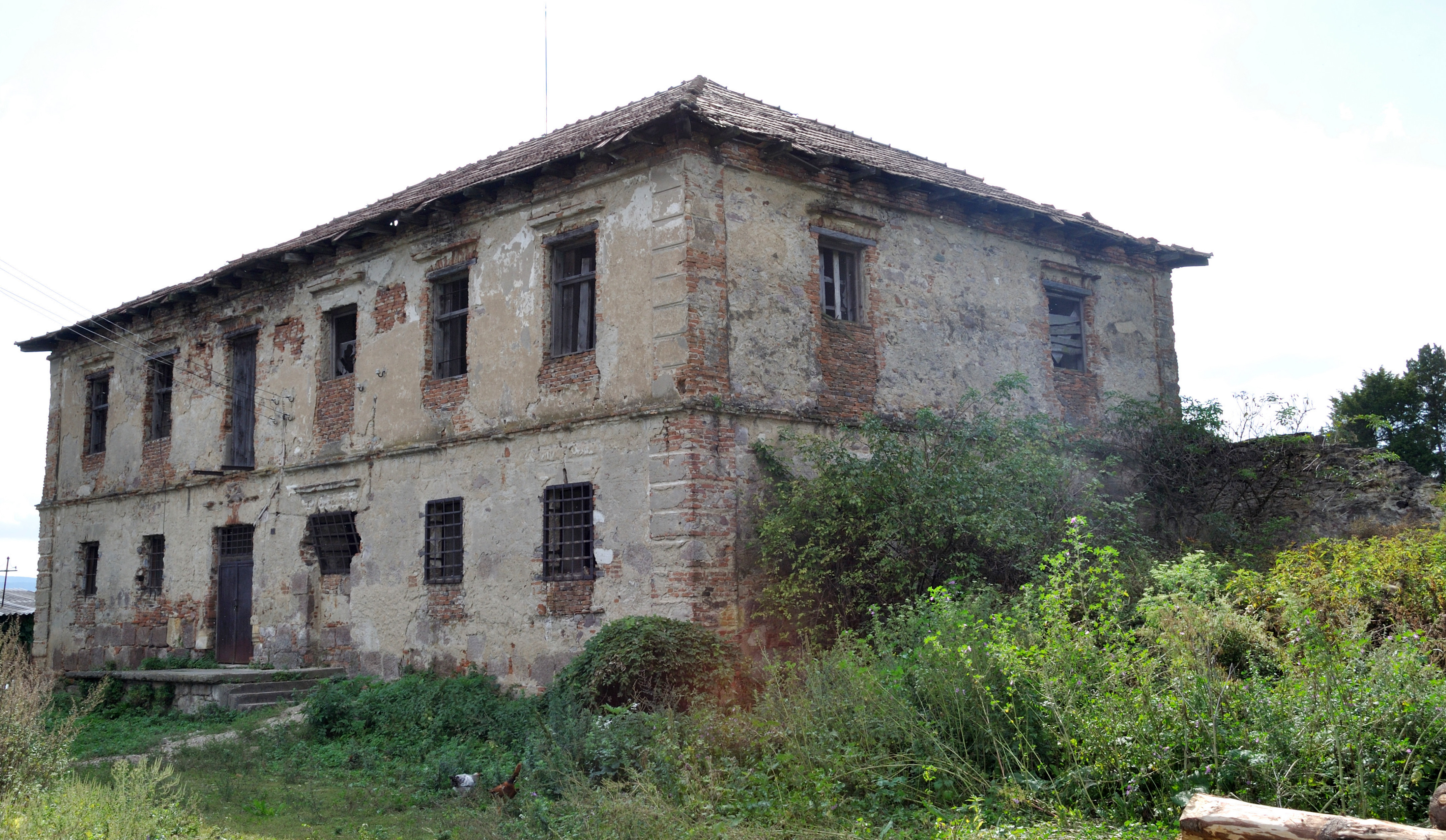
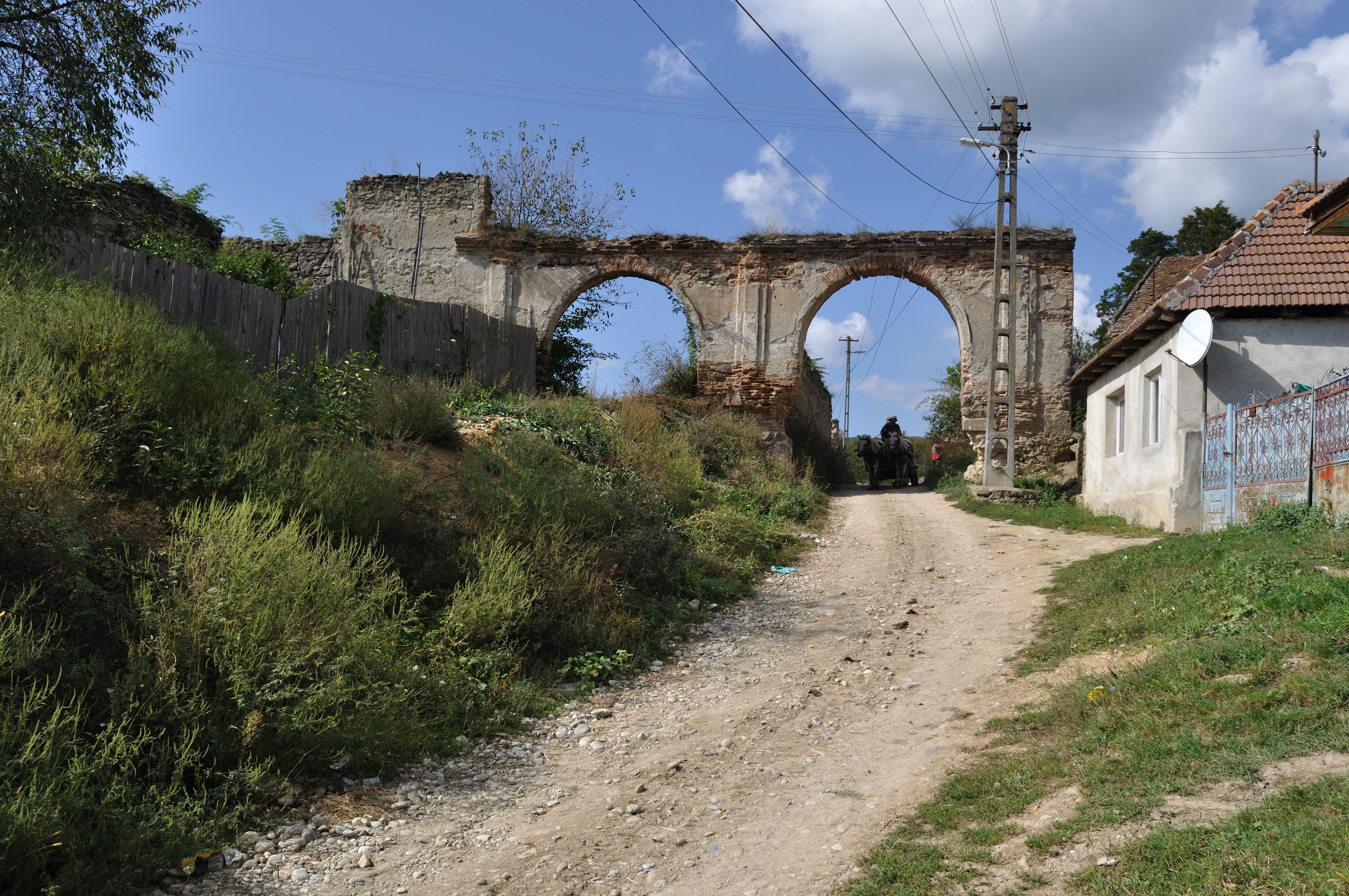
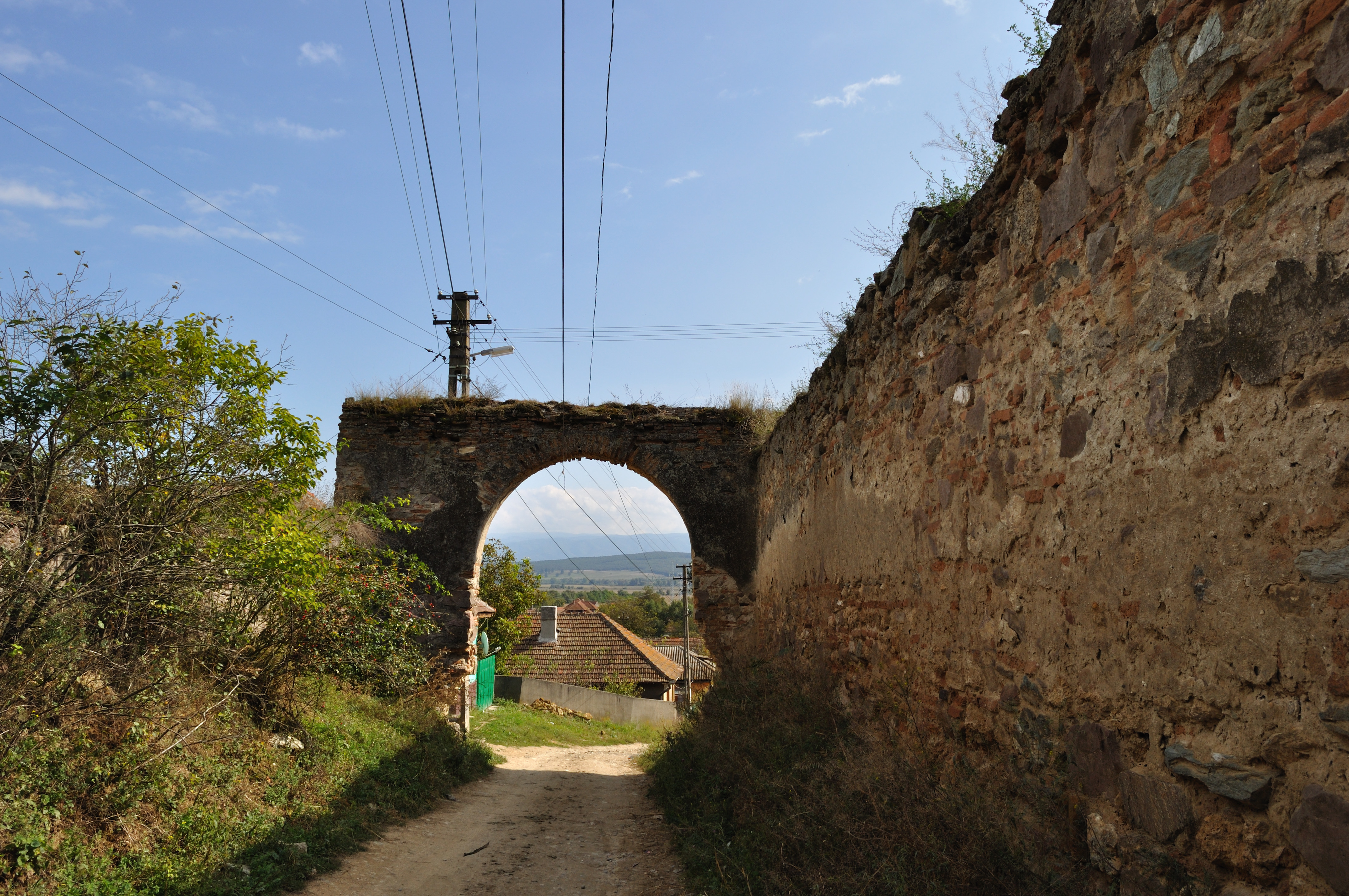
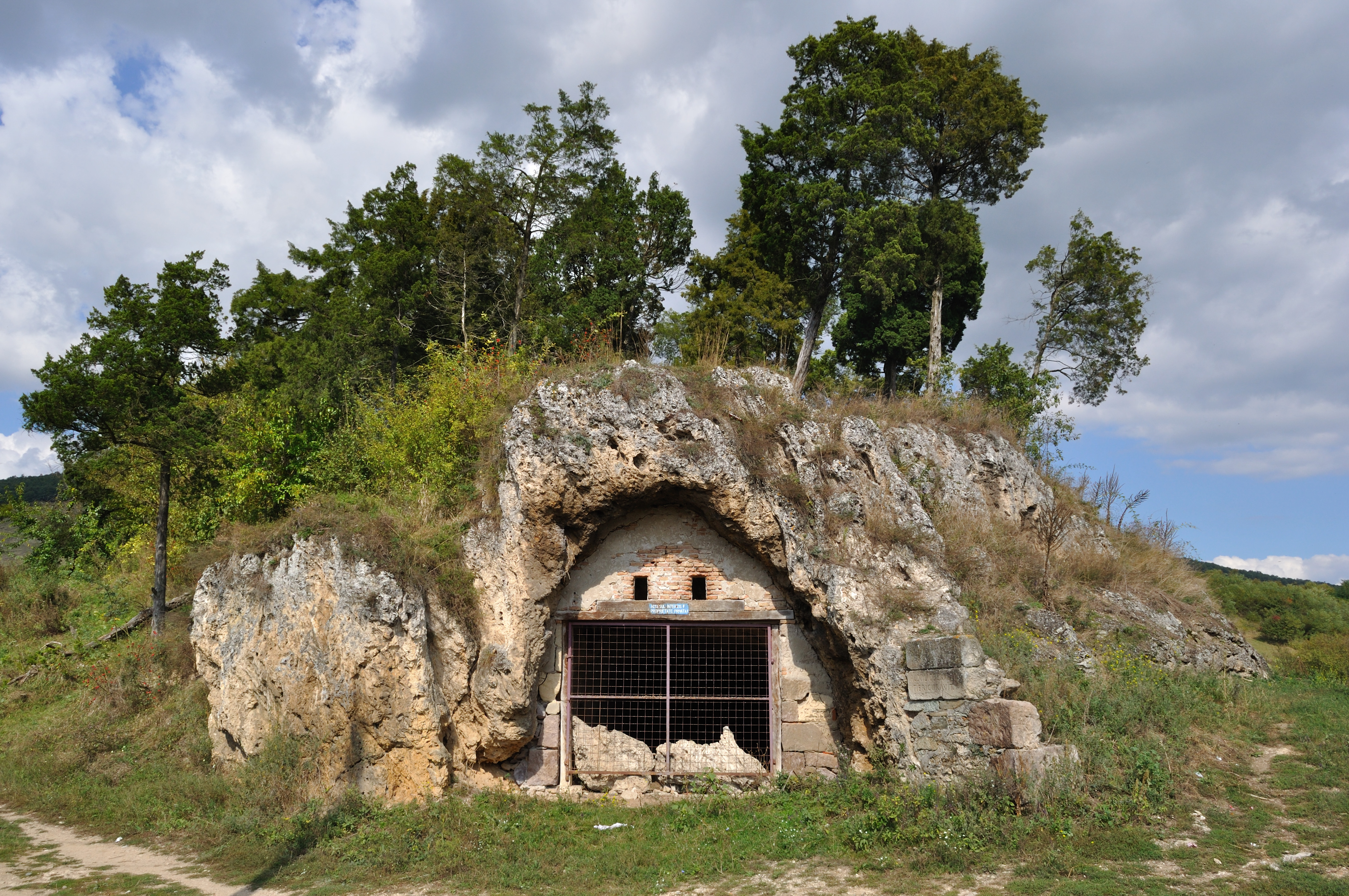
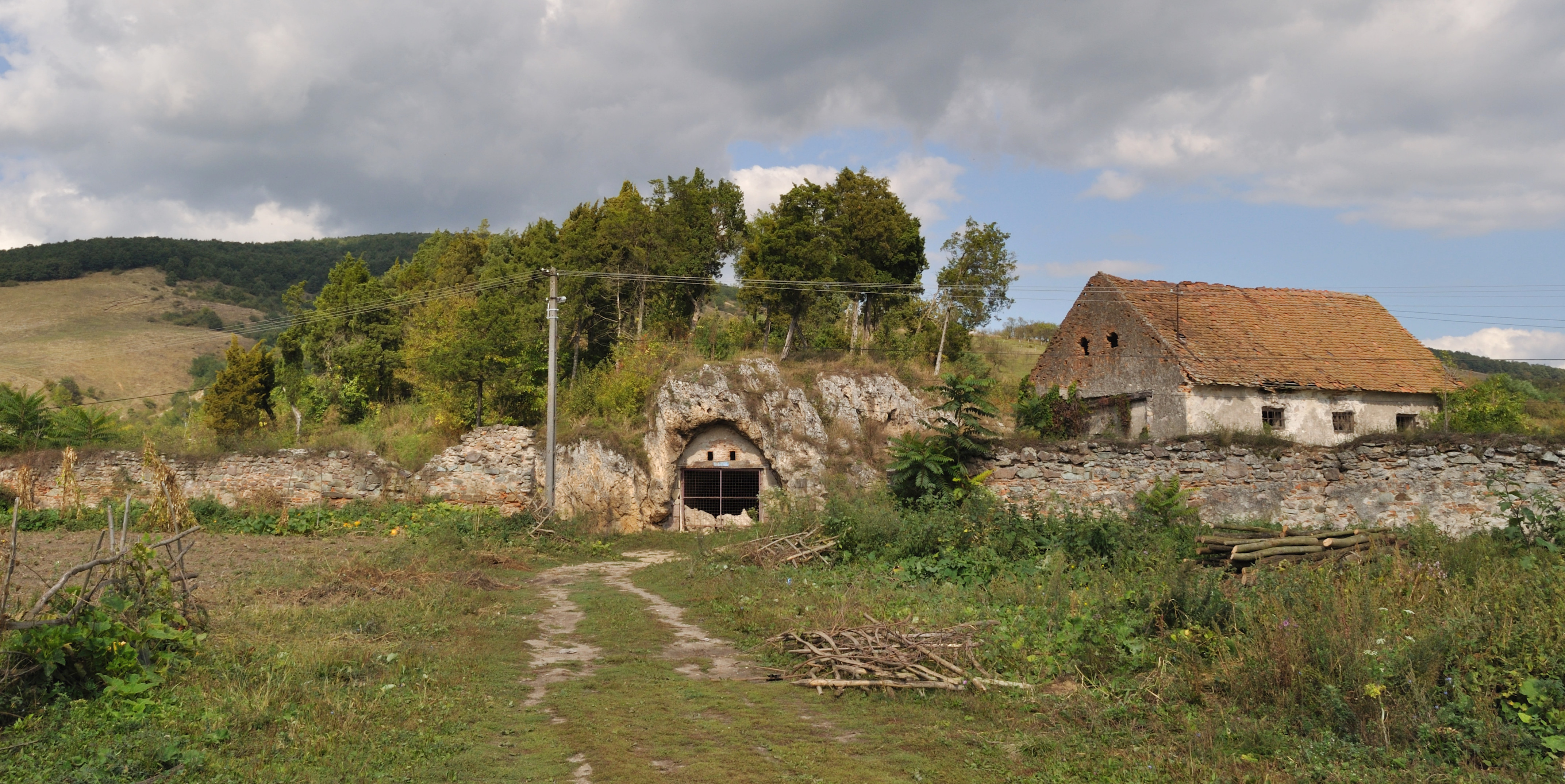
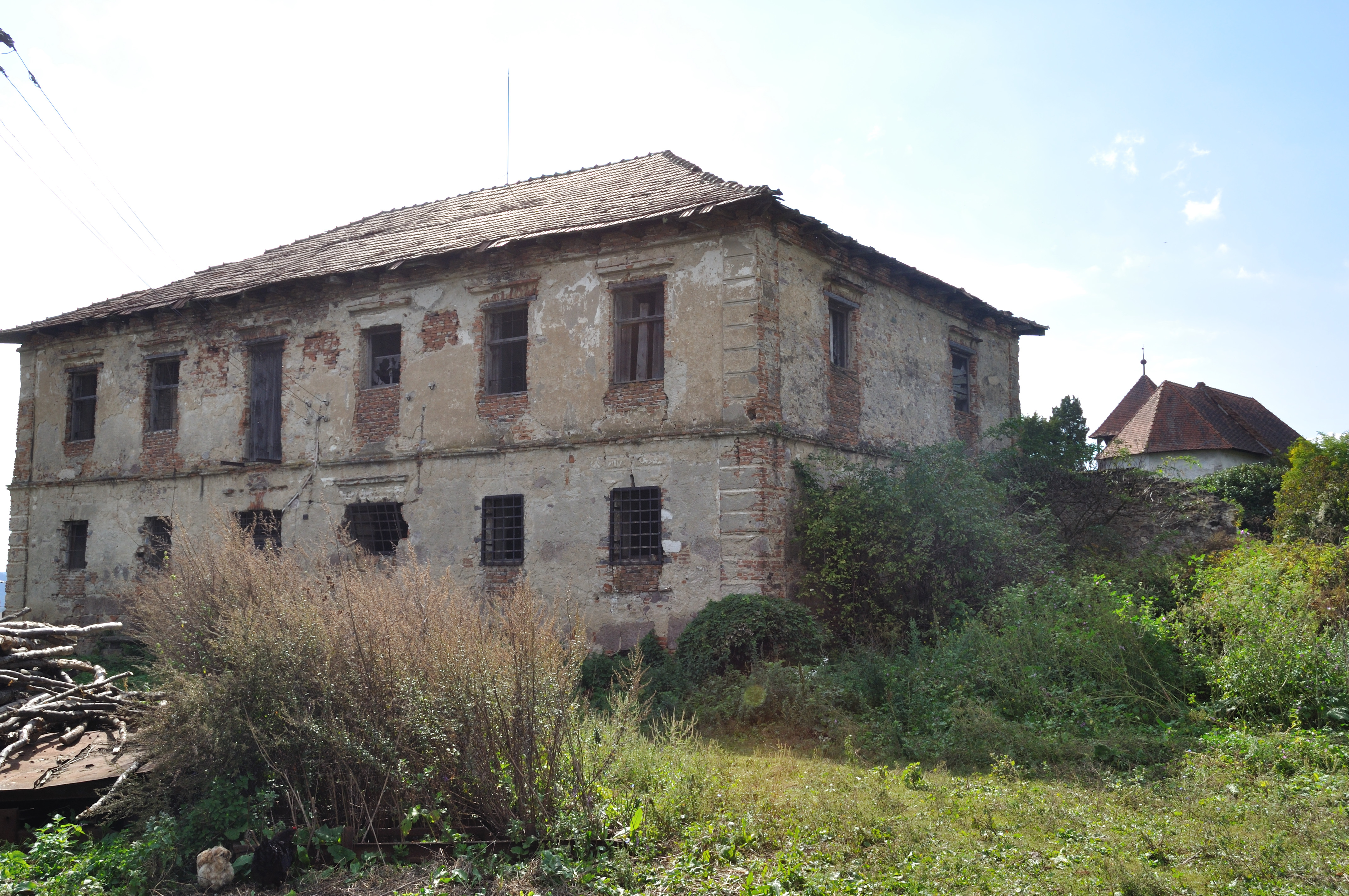